# Osiny (województwo kujawsko-pomorskie)
Osiny – wieś kociewska w Polsce położona w województwie kujawsko-pomorskim, w powiecie świeckim, w gminie Nowe, nad północnym brzegiem jeziora Łąkosz.
Miejscowość jest siedzibą sołectwa Osiny, w którego skład wchodzą również miejscowości Głodowo i Zabijak. Według Narodowego Spisu Powszechnego (III 2011 r.) wieś liczyła 36 mieszkańców. Jest najmniejszą miejscowością gminy Nowe. Na południe od miejscowości znajduje się rezerwat torfowiskowy „Osiny”.
W latach 1975–1998 miejscowość położona była w województwie bydgoskim.